# I Will Follow Him
I Will Follow Him ist ein im Original instrumentaler Popsong, der 1963 in der Coverversion von Peggy March ein weltweiter Erfolg wurde. Ein Comeback feierte der Titel 1992 als Gospelsong im Film Sister Act mit Whoopi Goldberg in der Hauptrolle.

## Entstehung
Ursprünglich von Franck Pourcel als Instrumental komponiert, wurde das Musikstück 1959 unter dem Titel Chariot mit dem Zusatz Mambo-Twist auf Amour, Danse, Et Violons. No. 17 bei His Master’s Voice in Frankreich veröffentlicht. Ebenfalls in Frankreich und wieder als Chariot erschien 1962 die erste Vokalversion, die von Petula Clark gesungen wurde und für mehr als eine Million verkaufter Exemplare eine Goldene Schallplatte erhielt.
Nach dem französischen Erfolg bat der Komponist seinen Freund Paul Mauriat um Hilfe, das musikalische Material auch für den US-amerikanischen Markt tauglich zu machen. Beide Musiker, Pourcel unter dem Pseudonym J.W. Stole, Mauriat als Del Roma, bearbeiteten das Stück und verliehen ihm den Stil eines Doo-Wop-Songs, wie er Anfang der 60er Jahre modern war. Die Wurzeln dieses Stils liegen im Gospel, im Jazz, im Blues und im Barbershop-Gesang, alles typische US-Musikstile. Überhaupt taten sie viel, um das Lied möglichst amerikanisch wirken zu lassen. Petulas sehr „gemächlich fahrendes Chariot“ wurde dem Geschmack amerikanischer Teenager angepasst. Sie verwendeten dazu eine charakteristische Akkordfortschreitung in Verbindung mit Synkopierungen. Diese Mittel sind typisch für den Doo-Wop-Stil und verleihen ihm seinen vorwärtstreibenden Groove.
Die künstlerische Betreuung des Projekts übernahmen Hugo Peretti und Luigi Creatore, die als Team zu den wichtigen Musikproduzenten der Ostküste gezählt wurden. Peretti engagierte den Arrangeur Arthur Altman, mit dem sie bereits bei den Aufnahmen mit Sam Cooke zusammengearbeitet hatten. Das Arrangement der Studioaufnahme übernahm der Orchesterleiter und Dirigent Sammy Lowe, der mit seinem Orchester Peggy March bei allen Aufnahmen für RCA in den Jahren 1963 und 1964 begleitete. Für die Lyrics wurde der Liedtexter Norman Gimbel gewonnen, dessen Text die gängige Moralvorstellung der damaligen Zeit widerspiegelt, wonach sich Frauen den Männern unterzuordnen hatten. Nahezu jeder Song, der Anfang der 1960er Jahre für Frauenstimmen geschrieben wurde, besaß einen inhaltlich unterwürfigen Tonfall und spielte auf das traditionelle Frauenbild an. In dieses Schema passte es, wenn Little Peggy March, wie sich die Künstlerin damals noch nannte, in diesem Lied nun davon sang, ihrem Liebsten überall hin folgen zu wollen.
Die englische Fassung von Chariot wurde am 22. Januar 1963 bei RCA Victor als Single veröffentlicht und war bereits am 27. April auf den ersten Platz der Billboard Hot 100 geklettert, wo sie sich drei Wochen lang halten konnte. Der Titel erreichte ebenfalls die Nummer 1 der Billboard R&B-Charts, in denen er insgesamt zwölf Wochen notiert war. Peggy March, die damals erst 15 Jahre alt war, verdrängte damit Brenda Lee als jüngste Popsängerin, die je die Nummer eins der Billboardrangliste erreicht hatte. Die Platte wurde über zwei Millionen Mal verkauft und March erhielt eine Goldene Schallplatte dafür. Sie gelangte ebenso auf die Nummer eins der Charts von Australien und Neuseeland. In Deutschland landete der Schlager am 20. Juli auf dem sechsten Rang, blieb vier Wochen in den Top 10 und wurde insgesamt 13 Wochen in der Hitparade geführt. I Will Follow Him wurde neben RCA von weiteren Labels, wie z. B. CBS oder Mocambo in Brasilien vertrieben und konnte weltweit in nahezu sechs Millionen Exemplaren abgesetzt werden. Die von RCA auf den Markt gebrachte gleichnamige LP, die am 17. August 1963 in die Billboard-Albums-Charts kam, konnte sich drei Wochen dort halten und erreichte Platz 139.

## Text und Arrangement
Die folgende Beschreibung bezieht sich auf das Lied in der Interpretation von Peggy March.
Der Song beginnt mit dem Intro einiger Takte mit Nonsens-Text, der mit einer einprägsamen Basslinie, nahezu a cappella den Rhythmus des Stücks

„du-du-dob, du-du-dob, du-du-dob, du-du-du-du-du-du-dob, du-du-dob, du-du-dob, du-du-du-du-du-du-dob …“

vorgibt, bevor die weibliche Begleitgruppe mit Background Vocals einsteigt:

„I Love him, I love him, I love him. And where he goes I’ll follow, I’ll follow, I’ll follow.“

Daraufhin setzt die Solostimme mit der ersten Strophe ein.

„I will follow him

Follow him wherever he may go

There isn’t an ocean too deep

A mountain so high it can keep

me away.“

Mit dem Schluss der ersten Strophe beginnt erneut das treibende Ostinato im Bass (du-du-dob, du-du-dob, du-du …).

## Andere Versionen

### Chariot

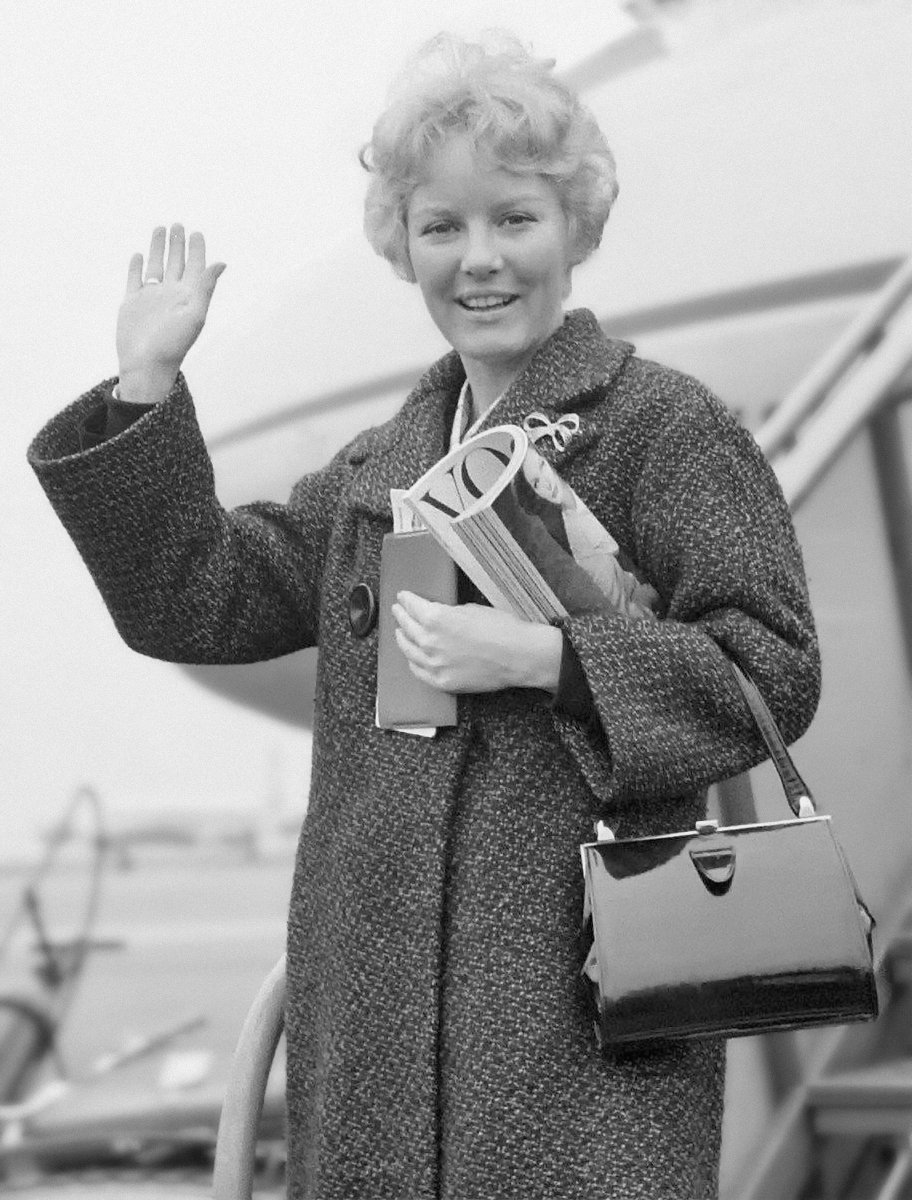
Petula Clark, 1960

Als erste Liedversion genießt Petula Clarks Chariot eine Sonderstellung. Den französischen Text schrieb Jacques Plante, der von einer Frau erzählt, die auf dem Kutschbock eines alten Planwagens eine Ebene durchquert. Sie möchte bei ihrem Liebsten sein und dass er sich zu ihrer Liebe bekennt. Der Rhythmus des französischen Originals ist im Vergleich mit dem US-Pendant weniger pochend und wird fast allein von den Streichern vorangetrieben, die, ähnlich wie der Chor in I Will Follow Him, einzelne musikalische Phrasen wiederholen. Insgesamt lässt das Arrangement daher auch mehr an den Score zu einem Western denken. Tatsächlich scheint Pourcel, als er die Melodie komponierte, den Soundtrack für einen neuen Westernfilm im Sinn gehabt zu haben, der vielleicht von 20th Century Fox hätte produziert werden sollen.
Auch in dieser Bearbeitung wird das Vorwärtsdrängen der Musik durch Wiederholung der Worte im Refrain verdeutlicht.

„La plaine, la plaine, la plaine

N’aura plus de frontière

La terre, la terre

sera notre domaine

Que j’aime, que j’aime“

Bereits im selben Jahr brachte Clark Platten in Belgien heraus, wo sie in der Wallonie den ersten Platz der Hitparade sichern konnte. In Italien kamen kurz darauf drei weitere Versionen in die Charts. Clark veröffentlichte eine Single mit dem Titel Sul mio carro (Auf meinem Wagen) und erreichte den vierten Platz der italienischen Classifica musicale, dem nationalen Gegenstück zur Hitparade. Eine andere Ausgabe, übersetzt von Vito Pallavicini, arrangiert von Bruno Pallesi und gesungen von Betty Curtis belegte 1963 als höchste Position Rang drei in diesem Klassement. In Argentinien, Spanien und Uruguay wurden ähnliche Ausgaben gleichfalls zu Top-10-Hits. Es folgten Dänemark und die Niederlande, wo das Lied in der englischen Übersetzung reüssieren konnte. In Westdeutschland wollte man von der Wildwest-Romantik weniger wissen und man änderte den Namen in Cheerio, was so viel wie „Auf Wiedersehen“ bedeutet. In diesem Song beklagte sie den Verlust ihres Geliebten, der sie verlassen hat.

„Wunderbare Zeit,

Leider morgen schon Vergangenheit.

Warum muss der Abschied denn sein?

Warum lässt du mich nun allein, so allein?“

### I will follow you
1963 nahm Teenie-Idol Ricky Nelson eine Coverversion unter dem Titel I will follow you auf, die auf seinem Album For Your Sweet Love erschien. Da das Lied aus der Sicht eines Mannes gesungen wurde, ersetzte man das Wort „him“ kurzerhand durch „you“.

### Zweitverwertung
Die meisten anderen Bearbeitungen beziehen sich auf die englischsprachige Fassung und wurden als deren Coverversionen eher mehr als weniger erfolgreich. Peggy March selbst coverte 1970 die Cheerio-Version von Petula unter dem Titel Adio, Adio und ihren eigenen Hit noch zwei Mal 1979 und 2013.
Ein Comeback feierte der Titel 1992 im Film Sister Act mit Whoopi Goldberg in der Hauptrolle. Die Neugestaltung des Stücks, das im Schlusskonzert des Nonnenchors den Höhepunkt der filmischen Erzählung darstellt, orientiert sich im Wesentlichen an Peggy Marchs Vorlage. Mit dem Gegensatz zweier stark unterschiedlicher Tempoangaben wird außerdem ein zusätzliches expressives Gestaltungselement in den Vortrag gebracht. Der Anfang ist in der Form eines Kirchenlieds sehr langsam und getragen gehalten. Danach beginnt der als Gospel arrangierte Hauptteil, der durch ein kadenzhaftes Solo der zweiten Stimme unterbrochen, gegenüber der Strenge des quasi Choralvorspiels als sehr befreiend empfunden werden kann.
Die Aufführung im kirchlichen Kontext bringt den Originaltext in einen komplett anderen Sinnzusammenhang. Der Text kann nun als Hingabe an Jesus verstanden werden. Seither wurde das Werk von vielen Laien- und Kirchenchören aufgeführt. Kurz nach Erscheinen des Films kam Sister Act auch als Adaption im gleichnamigen Musical heraus.
1999 verwendete der Rapper Eminem das markante „I’ll follow, I’ll follow …“ des Refrains in einem Sample, um seinen Sprechgesang bei Guilty Conscience (Schlechtes Gewissen) auf dem Album The Slim Shady LP zu unterlegen. Eine ähnliche Konstruktion nutzte David Bowie 2003 für den Gitarrenriff seines Hits New Killer Star, einer Singleauskopplung aus dem Album Reality. Das Plagiat ist erkennbar, auch wenn es dort heißt:

„Don’t ever say I’m ready, I'm ready, I’m ready
I never said I’m better, I’m better, I’m better“